# Ахмад ибн Фарис
Абу́-ль-Хусейн Ахмад ибн Фа́рис ар-Ра́зи́ (араб. أبو الحسين أحمد بن فارس الرازي‎; ум. кон. 1004/1005, Рей, совр. Иран) — арабский филолог, историк, богослов. Основная тема его работ — арабский язык: лексикография, лексикология, этимология, грамматика, риторика и другие аспекты классического арабского языка. Представитель куфийской школы грамматики арабского языка. Известен также, как Ибн Фарис.

## Биография
Его полное имя: Абу-ль-Хусейн Ахмад ибн Фарис ибн Закарийя ибн Хабиб аль-Казвини ар-Рази. Дата и место его рождения неизвестны, но предполагается, что он родился в деревне Курсуф в районе аз-Захра. Большую часть своей жизни он прожил в Иране, в частности в городе Рее (отсюда нисба ар-Рази). Учился в Казвине, Хамадане, Багдаде, и, по случаю его паломничества, в Мекке. Первоначально был приверженцем шафиитского мазхаба, но впоследствии перешёл к маликитский. Он был настолько щедр, что часто отдавал бедным одежду, в которую был одет.
Среди его учеников — знаменитый визирь-литератор ас-Сахиб ибн Аббад и автор изящных новелл-макам Бади аз-заман аль-Хамадани. Ас-Сахиб ибн ’Аббад говорил, что труды Ибн Фариса были свободны от ошибок.
Ибн Фарис синтезировал концепции, приёмы и инструментарий мусульманской юриспруденции с системой понятий и воззрений языковедческих. Научный авторитет Ибн Фариса окончательно и прочно закрепил в арабской филологической традиции термин «фикх аль-люга», которая является отдельной дисциплиной современной лингвоарабистики. Рассуждая о фактах и явлениях языка, Ибн Фарис апеллирует, в первую очередь, к Корану, пользуясь при этом логикой и последовательностью доказательств, применяемых в исламском праве. 
Умер в Рее в месяце сафар 395 года по хиджре (ноябрь-декабрь 1004 г.).

## Труды
Подавляющая часть работ Ибн Фариса в области филологии посвящена наблюдениям над текстом и смыслом Корана и хадисов. В списке многочисленных произведений Ахмада ибн Фариса есть и несколько трактатов, посвященных пророку Мухаммаду («Кратчайшее жизнеописание» и др.). Ему также принадлежит его трактат «Фикх аль-люга» («Законоуложение языка»), который спустя пять веков послужил прототипом и образцом для ас-Суюти (ум. в 1505 г.) в создании им своего рода филологической энциклопедии всего средневековья — трактата «аль-Музхир фи ’улум ал-луга ва ’анва’иха» («Светильник наук по лексикологии, лексикографии и их разновидностям»).
Ниже приведён список некоторых трудов Ибн Фариса:
1. Китаб аль-муджмаль фи ль-люга — معجم مقاييس اللغة وهو من أشهر كتبه
2. ас-Сахиби фи фикх аль-люга ва-сунан аль-араб фи калямиха
3. Китаб ас-саляса
4. Авджаз ас-сияр ли-хайр аль-башар
5. Замм аль-хата фи ш-шир — ذم الخطأ في الشعر
6. Китаб аль-итба ва ль-музаваджа — الإتباع والمزاوجه
7. Китаб аль-наируз — النيروز
8. Китаб аль-лямат[3]